# Старе Пробощевиці
Старе Пробощевиці (пол. Stare Proboszczewice) — село в Польщі, у гміні Стара Біла Плоцького повіту Мазовецького воєводства.
Населення — 404 особи (2011).
У 1975-1998 роках село належало до Плоцького воєводства.

## Демографія
Демографічна структура станом на 31 березня 2011 року:
|          | Загалом | Допрацездатний вік | Працездатний вік | Постпрацездатний вік |
| -------- | ------- | ------------------ | ---------------- | -------------------- |
| Чоловіки | 203     | 47                 | 137              | 19                   |
| Жінки    | 201     | 55                 | 116              | 30                   |
| Разом    | 404     | 102                | 253              | 49                   |